# Козловский, Виктор Николаевич
Виктор Николаевич Козловский (род. 10 августа 1960,  Братск, Иркутская область, РСФСР, СССР) — российский железнодорожный управленец. 12-й начальник Московского метрополитена (с 23 мая 2017 года). Заслуженный работник транспорта Российской Федерации (2021).

## Биография
Виктор Козловский родился 10 августа 1960 года в городе Братске Иркутской области.
В 1987 году окончил Московский государственный университет путей сообщения по специальности «Управление процессами перевозок на железнодорожном транспорте» с присвоением квалификации инженера путей сообщения.
Трудовую деятельность в сфере железнодорожного транспорта начал в качестве дежурного по железнодорожной станции. Работал в Санкт-Петербургском отделении — филиале федерального государственного унитарного предприятия «Октябрьская железная дорога», занимал должность заместителя начальника этого отделения, а в мае 2003 года возглавил его.
В 2007 году был назначен на пост председателя Координационного комитета начальников отделений Российских железных дорог. Позже он стал начальником Калининградской дирекции управления движением — структурного подразделения Центральной дирекции управления движением. В марте 2011 года был назначен на должность первого заместителя начальника Калининградской железной дороги.
9 августа 2011 года назначен на должность начальника Октябрьской Дирекции управления движением Центральной дирекции управления движением — филиала ОАО «РЖД».
В июне 2013 года Козловский занял пост заместителя начальника Куйбышевской железной дороги.
В сентябре 2014 года был назначен на должность первого заместителя начальника Московского метрополитена. Под его контролем находился основной участок — работа служб движения и инфраструктуры. Под руководством Козловского удалось осуществить запуск дополнительных поездов в час пик, а также выпустить на линии поезд нового поколения «Москва».
15 мая 2017 года стало известно, что Козловский может занять должность начальника Московского метрополитена. До этого момента данный пост занимал Дмитрий Пегов; средства массовой информации сообщили, что ему был вверен пассажирский блок в ОАО «РЖД». 23 мая было официально объявлено о назначении Козловского на пост начальника метро.

## Награды
Удостоен ряда наград:
- почётное звание «Заслуженный работник транспорта Российской Федерации» (3 октября 2021 года) — «за заслуги в области транспорта и многолетнюю добросовестную работу»[8];
- медаль «За труд и верность»[4];
- благодарность мэра Москвы (2016) — «за большой вклад в реализацию проекта реконструкции и развития Московского центрального кольца»[9];
- благодарность президента ОАО «Российские железные дороги»[4].